# اعتراضات ۲۰۱۹–۲۰۲۰ هنگ کنگ
تظاهرات ۲۰۱۹–۲۰۲۰ هنگ کنگ، که به تظاهرات علیه لایحه استرداد ۲۰۱۹ هنگ کنگ نیز شناخته می‌شود، مجموعه تظاهراتی علیه لایحه استرداد مظنونان و متهمان به چین در هنگ کنگ و سایر شهرهای سراسر جهان است. این لایحه اولین بار توسط جان لی، وزیر امنیت، در فوریه ۲۰۱۹ مطرح شد. لایحه‌ای که اگر تصویب می‌شد، به مقامات محلی اجازه می‌داد تا افراد تحت تعقیب را به مناطقی که هنگ کنگ با آنها توافق‌نامهٔ استرداد ندارد، از جمله سرزمین اصلی چین و تایوان، استرداد کنند. برخی می‌ترسند این لایحه مردم و بازدید کنندگان هنگ کنگ را تحت حوزهٔ قضایی چین قرار دهد و استقلال منطقه و حقوق شهروندان را تضعیف کند. با پیشرفت اعتراضات، معترضین پنج خواسته اصلی مطرح کردند که شامل تنبیه سوء رفتار پلیس و اصلاحات دموکراتیکی بود که از زمان انقلاب چتری در سال ۲۰۱۴ فراموش شده بود. دولت اصلی چین معتقد است که از زمان بازگشت هنگ کنگ در سال ۱۹۹۷، این «بدترین بحرانی» ست که از سر می‌گذراند.
اولین تظاهرات در ۳۱ مارس صورت گرفت. بعد از دومین تظاهرات در ۲۸ آپریل، جنبش قدرت بیشتری پیدا کرد و در ماه ژوئن بود که این اعتراضات از کنترل خارج و به خشونت کشیده شد. صدها هزار نفر در ۹ ژوئن علیه این لایحه راهپیمایی کردند. به گفته سازمان دهندگان، در روز ۱۲ ژوئن، روزی که دولت سعی در ارائه این لایحه برای بار دوم در شورای قانون‌گذاری داشت، تظاهراتی با نزدیک به دو میلیون نفر معترض اتفاق افتاد. در این روز تظاهرات بیرون از مجتمع دولت مرکزی به خشونت کشیده شد و پلیس به سوی معترضان گاز اشک‌آور و گلولهٔ پلاستیکی پرتاب کرد. با این حال باز هم معترضین مانع ارایهٔ دوبارهٔ این لایحه شدند. پس از آن، تحقیقات در مورد رفتار پلیس و پاسخگویی بیشتر نسبت به اقدامات آنها، بخشی از خواسته‌های معترضین شد.
در تاریخ ۱ ژوئیه، صدها هزار نفر در راهپیمایی‌های سالانهٔ ژوئیه شرکت کردند. بخشی از این تظاهرات‌کنندگان از راهپیمایی جدا شدند و به مجلس قانون‌گذاری هجوم آوردند و نمادهای دولت مرکزی را ویران کردند. بعد از آن، اعتراضات ادامه یافت و به درگیری‌های فزاینده‌ای در بیش از ۲۰ محله مختلف در سراسر منطقه بین پلیس، فعالان هر دو طرف، اعضای تثلیث طرفدار پکن و ساکنان محلی منجر شد. در ۲۱ ژوئیه «حملات یوئن لونگ» به تجمع معترضین و رهگذران اتفاق افتاد. حملاتی که در آن تثلیث به صورت سازمان یافته به معترضین و رهگذران حمله می‌کرد و باعث افزایش تنش‌ها می‌شد. عملیات‌های بعدی پلیس و سوء رفتارهای احتمالی آنها، باعث اعتصاب عمومی و اعتراضات گسترده در ۵ اوت شد. در ۱۸ اوت، حدود ۱٫۷ میلیون نفر نیز در تظاهرات محکومیت وحشیگری پلیس شرکت کردند. با الهام از راه بالتیک، تخمین زده می‌شود ۲۱۰۰۰۰ نفر «راه هنگ کنگ»، که زنجیره ای انسانی به طول ۵۰ کیلومتربود، را ایجاد کردند. تظاهرات طرفداران پلیس نیز برگزار شد که صدها هزار نفر از ساکنان هنگ کنگ را برای حضور در آن جذب کرد.
در ۱۵ ژوئن، کری لم اعلام کرد که «این لایحه به حالت تعلیق درآمده است». هر چند او تأکید کرد که «این به معنی لغو آن نیست.» این اقدام منجر شد تا ساعاتی بعد یکی از معترضان در «کاخ پسفیک» دست به خودکشی اعتراضی بزند. این اتفاق موج جدیدی از اعتراضات را در ۱۶ ژوئن آغاز کرد که خواستار استعفای کری لم بودند. در ۹ ژوئیه، کری لم لایحهٔ استرداد را ملغی اعلام کرد و تلاش برای اصلاح و احیای این لایحه را «یک شکست تمام عیار» خواند. تا اینکه در ۴ سپتامبر بود که اعلام شد دولت به‌طور کامل از این لایحه صرف‌نظر کرده‌است.
با تداوم اعتراضات، معترضین خواستار تحقیق و تفحص مستقل در مورد خشونت پلیس، آزادی معترضین دستگیر شده، بازپس‌گیریِ رسمی عنوان «شورش» در توصیف اعتراضات و انتخابات مستقیم برای انتخاب اعضای شورای قانون‌گذاری و رئیس اجرایی هستند. اعضای شورای اجرایی، رجینا ایپ و برنارد چارنووت چان، گفتند که دولت قصد ندارد امتیازات بیشتری به معترضین بدهد.

## پس‌زمینه
لایحهٔ متخلفان مهاجر و رسیدگی حقوقی متقابل در قانون‌گذاری امور کیفری (اصلاحیه) نخستین بار در واکنش به قتل پون هیو وینگ توسط دوست پسرش چان تونگ کای در تایوان در سال ۲۰۱۸، توسط دولت هنگ کنگ پیشنهاد شد. این زوج هر دو ساکن هنگ کنگ بودند و به عنوان گردشگر از تایوان بازدید می‌کردند. هنگ کنگ پیمان استردادی با تایوان ندارد و مذاکره دربارهٔ آن نیز مشکل ساز بود زیرا دولت چین حاکمیت تایوان را به رسمیت نمی‌شناسد. برای حل این مسئله، دولت هنگ کنگ اصلاحیه‌ای را در دستورالعمل متخلفین مهاجر (دستورالعمل. ۵۰۳) و کمک‌های حقوقی متقابل در احکام امور کیفری (دستورالعمل. ۵۲۵) ارائه داد که مکانیزم نقل و انتقال مهاجران را به صورت موردی، با دستور رئیس اجرایی، به حوزهٔ قضایی هر سرزمینی می‌داد؛ حتی سرزمین‌هایی که پیمان رسمی استرداد مجرمین با هنگ کنگ نداشتند. این شامل سرزمین اصلی چین نیز می‌شد.
گنجاندن سرزمین اصلی چین در این اصلاحیه باعث نگرانی بخش‌های مختلف جامعه هنگ کنگ شد. طرفداران دموکراسی می‌ترسند صلاحیت قضایی هنگ کنگ با قوانین سرزمین چینی که توسط حزب کمونیست اداره می‌شوند، ادغام شوند و بدین ترتیب اصل «یک کشور، دو سیستم» را که از زمان خودمختاری هنگ کنگ در سال ۱۹۹۷ تأسیس شده بود، از دست برود. مخالفان لایحهٔ فعلی از دولت هنگ کنگ خواستند که ترتیب استرداد را تنها با تایوان برقرار کند و این ترتیب را بلافاصله پس از تسلیم شدن مظنون ساقط کند.

## اهداف
معترضین در ابتدا فقط خواستار پس گرفتن لایحهٔ استرداد شدند. در پی تشدید واکنش تاکتیکی پلیس علیه تظاهرکنندگان در ۱۲ ژوئن و تعلیق این لایحه در ۱۵ ژوئن، هدف معترضین دستیابی به این پنج خواسته‌است:
| خواسته                                                                                | بنیاد و پایه |
| ------------------------------------------------------------------------------------- | --- |
| برداشت کامل لایحهٔ استرداد از روند قانونی                                              | اگرچه این لایحه در تاریخ ۱۵ ژوئن به‌طور نامحدود به حالت تعلیق درآمد، بحث در مورد آن ممکن است به سرعت دوباره آغاز شود. هم‌اکنون این لایحه «در انتظار از سرگیری مجدد خوانی دوم» در شورای قانون‌گذاری است. قانون‌گذاران طرفدار تأسیس، از جمله آن چیانگ، اعلام کردند که روند قانونی در مورد این لایحه می‌تواند پس از پایان اعتراضات جاری از سر گرفته شود. |
| بازپس‌گیری عنوان «شورش»                                                                | دولت در ابتدا از کلمهٔ «شورش» برای توصیف اعتراض ۱۲ ژوئن استفاده کرده بود. بعداً این توضیحات به این اصلاح شد که برخی از معترضین شورش کردند. اما معترضین وجود شورش در اعتراضات ۱۲ ژوئن را رد می‌کنند. |
| آزادی و تبرئه معترضین دستگیر شده                                                      | معترضین دستگیری‌ها را با انگیزه سیاسی می‌دانند؛ آنها مشروعیت پلیس‌هایی که معترضین را در بیمارستان‌ها و با استفاده از داده‌های پزشکی محرمانه آنها را بر اساس نقض حریم خصوصی بیماران، زیر سؤال می‌برند. |
| ایجاد کمیسیون مستقل تحقیق دربارهٔ رفتار پلیس و استفاده از زور در جریان اعتراضات        | گروه‌های مدنی احساس کردند که میزان خشونت استفاده شده توسط پلیس در تاریخ ۱۲ ژوئن، به ویژه مواردی که علیه معترضینی که مرتکب جرمی نشده‌اند، غیرقانونی است؛ روش نگه‌داستن-بازرسی پلیس که بسیاری از رهگذران نزدیک محل اعتراض را بدون دلیل احتمالی مورد بازجویی قرار می‌داد نیز آزاردهنده خوانده شد. عدم توانایی برخی از افسران در نشان دادن شمارهٔ شناسایی پلیس یا حکم قضایی خود، علی‌رغم اینکه موظف به این کار شده‌اند، نیز یک شکست پاسخگویی محسوب می‌شود. دیده‌بان موجود فاقد استقلال است و عملکرد آن به همکاری پلیس متکی است. |
| استعفای کری لم و اجرای حق رای جهانی برای شورای قانون‌گذاری و انتخابات رئیس ستاد اجرایی | در حال حاضر رئیس هیئت مدیره توسط یک کمیته انتخابی ۱۲۰۰ نفره انتخاب می‌شود و ۳۰ کرسی از ۷۰ کرسی شورای قانون‌گذاری، معروف به حوزه انتخابیهٔ کارکرده، توسط منتخبان محدودی تشکیل می‌شود که نمایندهٔ بخش‌های مختلف اقتصادی هستند. |

در تاریخ ۳۰ اوت، رویترز گزارش داد که کری لم گزارشی را به گروه هماهنگی مرکزی امور خارجهٔ هنگ کنگ و ماکائو ارائه کرد، که در آن دولت هنگ کنگ پنج خواسته اصلی معترضین را تحلیل و ارزیابی کرد که لغو لایحهٔ استرداد و پس‌گیری عنوان «شورش» در توصیف اعتراضات می‌تواند به فرونشاندن ناآرامی کمک کند. با این حال، دولت چین به لم اجازهٔ دادن هرگونه امتیاز به معترضان را نداد و در عوض اصرار کرد که وی ابتکار عمل بیشتری در پیش بگیرد. یکی از این سه منبع، که یک مقام ارشد چینی است، به رویترز گفت که رئیس‌جمهور شی به‌طور مستقیم از اوضاع آگاه بود. با این حال، این داستان به عنوان «اخبار کاملاً جعلی» توسط هو شیجین، سردبیر گلوبال تایمز که یک روزنامهٔ چینی‌ست، توصیف شد که توئیت کرد «به شدت مشکوک است که این خبر یک جنگ روانی مخرب است که در زمانی بحرانی توسط رویترز آغاز شده‌است».
مردم هنگ کنگ از آمریکا برای حمایت از معترضان و دموکراسی‌خواهان با حضور در مقابل کنسولگری ایالات متحده در هنگ‌کنگ از آمریکا تشکر کردند

## واکنش‌های بین‌المللی
در سال ۲۰۱۹ و در نتیجه اعتراضات، بسیاری از کشورها هشدارهای مسافرتی را برای هنگ کنگ صادر کردند. در ژوئن سال ۲۰۱۹، بیش از دوهزار راهپیمایی در سراسر جهان برگزار شد؛ از جمله حدود ۴۰۰۰ نفر در لندن، حدود ۳۰۰۰ نفر در سیدنی و تجمعات بیشتر در سان فرانسیسکو، نیویورک سیتی، بوستون، لس آنجلس، ونکوور، تورنتو، فرانکفورت، برلین، پرت، توکیو، ملبورن، کانبرا، تایپه و بریزبن.
دولت چین ضمن اقداماتی علیه اعتراضات و حامیان آنها، مخالفت خود را با این اعتراضات اعلام کرده‌است. این اعتراضات توسط دولت و رسانه‌های چین به عنوان «شورش‌های جدایی‌طلبانه» توسط نیروهای خارجی توصیف شده‌است.
در ۳ ژوئن سال ۲۰۲۰ ،بوریس جانسون نخست‌وزیر انگلستان اعلام کرد اگر چین دنبال پیگیری قانون امنیت ملی است، راهی برای شهروندان انگلستان که ساکنان هنگ کنگ بوده و واجد شرایط دریافت گذرنامه ملی انگلستان (خارج از کشور) و همچنین (BNO) هستند، باز خواهد کرد.